# Emmy Internacional 1999
A 27.ª cerimônia de entrega dos International Emmys (ou Emmy Internacional 1999) aconteceu em 22 de novembro de 1999, no Hotel New York Hilton Midtown em Nova York, Estados Unidos.

## Cerimônia
Dos 21 programas nomeados para a 27ª edição Emmys internacionais, sete eram do Reino Unido, liderado pelo Channel 4 com quatro indicações: The Phil concorreu como melhor documentário artístico"; Smack the Pony como melhor programa de artes populares"; e Dispatches: A Witness to Murder na categoria notícias. O Channel 4 é também um dos co-financiadores junto com a Sky Premier do especial Rodgers and Hammerstein's Oklahoma!, que foi indicado como melhor programa artístico". A programação da Sky News também concorreu por Kosovo - Liberation Day na categoria notícias. O telefilme Lost for Words da ITV concorreu como melhor drama; enquanto Born in the USSR - 14 Up da BBC foi indicado como melhor documentário.
Hisashi Hieda, presidente e diretor geral Fuji TV, foi homenageado com um Emmy Founders Award. Enquanto o prêmio UNICEF para programação infantil foi entregue para a TV Cultura do Brasil. Rogério Brandão, Diretor Executivo de Programação da TV Cultura e Criador do projeto 'O Brasil que queremos', para o Dia Internacional da Criança na TV, compareceu à cerimonia em New York para receber o premio Emmy pela TV Cultura de São Paulo. 

## Vencedores

### Documentário Artístico
- UK — The Phil: Part 3
- Canada — Let It Come Down: The Life of Paul Bowles

### Programa Infanto-juvenil
- Japan — Tell Us About Your Life - Battlefield Doctor

### Documentário
- UK — Born in the USSR - 14 UP
- Japan — Just Like Anyone Else

### Série Dramática
- UK — Lost for Words (telefilme)|Lost for Words

### Notícias
- UK — Dispatches: A Witness to Murder

### Performance Artística
- UK — Rodgers and Hammerstein's Oklahoma!

### Programa de Artes Popular
- UK — Smack the Pony[6][7]

## Múltiplas vitórias
Por país
| N.º de vitórias | País        |
| --------------- | ----------- |
| 6               | Reino Unido |
| 2               | Japão       |